# Армяне в Ставропольском крае

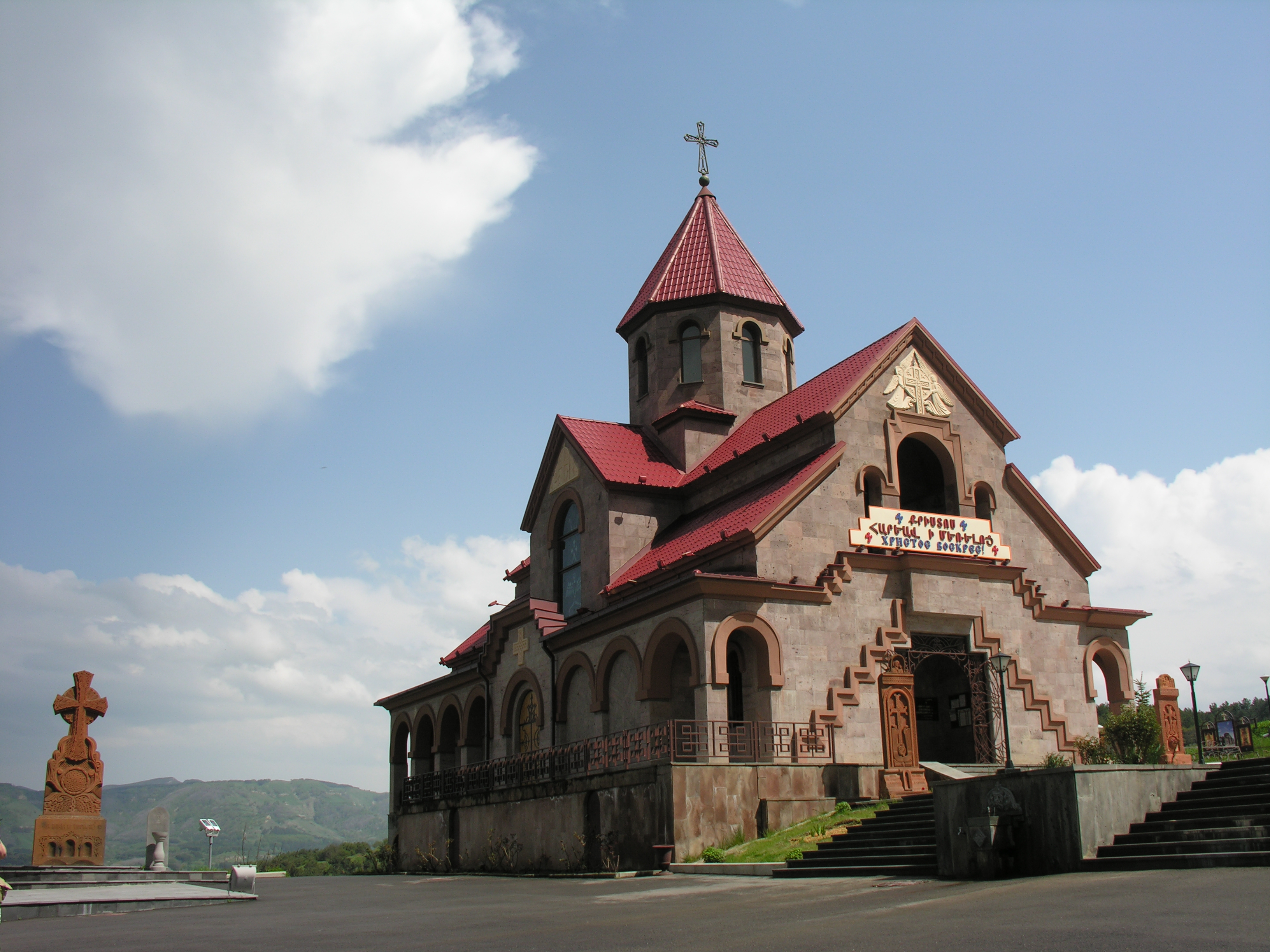
Армянская церковь в Кисловодске

Армяне в Ставропольском крае (арм. Հայերը Ստավրոպոլի երկրամասում) — вторая по численности армянская община России (после Краснодарского края).
Армянская община Ставропольского края начала своё формирование в XI—XIV веках, после падения древнего Армянского царства. Однако, основная масса ставропольских армян — это потомки выходцев из Нагорного Карабаха, перебравшихся на Северный Кавказ преимущественно в XVIII—XIX веках.
Сегодня армяне являются вторым по численности народом в крае после русских.
В 2014 году в Ставропольском крае насчитывалось 11 действующих армянских церквей и множество районов с компактным армянским населением.

## История
Армянская община края не однородна, её можно условно поделить на четыре группы, по времени их проживания в крае:
- Потомки тех, кто поселились на территории современного Ставропольского края, в XI—XIV веках, то есть за 400—700 лет до присоединения этих земель к Российской Империи[2]. Это были, главным образом, армяне из Крыма и армяне из Восточной Армении, искавшие на Северном Кавказе убежище от иноземных захватчиков, уничтоживших Армянское царство.
- Потомки тех, кто поселились на территории края начиная с XVIII века, особенно после указа российского императора Павла I, от 28 октября 1799 года, «Высочайшую грамоту», согласно которой армянам-переселенцам выделялась земля для жилья и разрешалась хозяйственная деятельность[3]. Ими было основано селение под названием Карабаглы, которое позже станет городом Будённовском[4]. А через четыре года им было дозволено на этом месте «основать город на месте, где были Старые Маджары, с наименованием оного Святой Крест»[5]. Армяне прибыли в район современного Будённовска одновременно со славянами. Отсюда их потомки переселялись в район Пятигорья, другие места современного Ставропольского края.

Армяне прибывали на отданные им земли главным образом с территории Нагорного Карабаха. Известно, что с 1764 года и до 1810 года, десятки тысяч армянских семей покинули Нагорный Карабах и переселились на Северный Кавказ, значительная часть которых осела на территории Ставрополья. Таким образом можно заключить, что большинство «коренных» ставропольских армян — это потомки карабахских армян. Прибывшие армяне строили свои кварталы, церкви, посёлки и целые города.
- Потомки беженцев из Западной Армении, которые искали спасение на этих землях, после геноцида армян в Османской Империи в конце XIX — начале XX веков, главным образом после 1915 года.
- «Новые поселенцы», обосновавшиеся в крае за последние 25 лет. В основном, это выходцы из Армянской ССР, пострадавшие в результате Спитакского землетрясения 1988 года, беженцы, спасавшиеся от войны и этнических чисток 1987—1994 гг., в Азербайджанской ССР и Нагорном Карабахе, а также беженцы из Чечни (до войны в Чечне проживало 16 тысяч армян, большинство из них нашли убежище в Ставропольском крае).

## Численность
Согласно переписи 1979 года, в Ставропольском крае проживало 40 тыс. армян, согласно переписи 2010 года — 161 324. Таким образом, по официальным данным армяне составляют 6 % от населения края.
По не официальным данным в Ставропольском крае проживают около 300—400 тыс. армян (от 11 % до 15 % населения края).

## Ставрополь
В Ставрополе армяне появились почти одновременно со строительством крепости. Об этом свидетельствуют записанные в 1830 году краеведом И. В. Бентковским воспоминания 75-летнего хопёрского казака:
«Там, где теперь улица Армянская, была просека через лес. По ней ходили мы по воду из крепости… Около теперешней армянской церкви было озеро из родников, текущих с горы».
Позже значительный по площади район города, примыкавший к Армянской улице, назывался армянским кварталом. Именно здесь была возведена упоминаемая в воспоминаниях казака армянская церковь. История её возведения и разрушения заслуживает внимания. Заложенная здесь ещё в 1810 году, деревянная церковь была построена лишь в 1830-м. После того как один из двух её куполов обрушился, было решено возвести на этом месте каменную. Её строительство было завершено в 1881 году. Разграбленная в двадцатых годах XX века, она простояла ещё 40 лет, оскверненная и полуразрушенная. После её сноса на этом месте было построено административное здание.
Армянские фамилии не были редкостью среди предпринимателей дореволюционного Ставрополя, о чём свидетельствуют сохранившиеся документы и здания, возведенные их попечением. Краевед Герман Беликов в книге «Град Креста» описал доходный дом Карапета Исаевича Ягоянца, который является украшением города. В армянском квартале города компактно проживали армяне-ремесленники — сапожники, портные, строители, впоследствии они расселились по всему городу. Теперь армянские фамилии довольно часто встречаются также среди династий врачей и учителей города.
Армянская улица представляла собой одноэтажные деревянные, обмазанные глиной хижины с камышовой кровлей. Их сменили каменные двухэтажные дома с верандами, сохранившиеся до наших дней. Долгое время Армянская улица представляла собой один из самых уютных уголков центра города. Позже южный ряд домов улицы исчез — маленькую улочку потеснила главная улица. Здесь вырос сплошной каменный забор. У Армянской улицы остались дома только с нечетными номерами. А потом и сама улица исчезла. Это произошло 25 января 1938 года. Постановлением городского совета Армянская улица (в числе других 282 улиц, переулков, площадей) была переименована. И названа она была в честь армянина по национальности, революционера, комиссара СНК по делам Кавказа Степана Шаумяна, уроженца Тифлиса, расстрелянного англичанами под Красноводском в 1918 году.
Сегодня в городе действует армянская церковь, армянские школы, есть несколько микрорайонов с компактным армянским населением.

## Пятигорск
Армяне начали селиться на территории нынешнего Пятигорска в XII веке, к юго-востоку от ст. Горячеводская, в районе рощи, за которой утвердилось название «Армянский Лес», находилась небольшая армянская деревня — Армянский Аул. Позже, в начале XVIII века, начинается новая волна армянской миграции в этот район. Изначально это были купцы и офицеры, построившие свои особняки в долине реки Подкумок. В своем произведении «Герой нашего времени» М.Ю. Лермонтов описывает универсальный магазин Н. А. Челахова, куда приходили за покупками со всего города.
С развитием города-курорта в XIX веке, армянское население увеличивается за счет ремесленников и строителей.
В 1870—1885 гг., в городе была построена Армянская Апостольская церковь Сурб-Таргманчац. Первым церковным старостой стал Багдасар Ходжаян, чья семья пользовалась огромным уважением в городе.
Усилиями армянина, графа Лорис-Меликова, министра внутренних дел Российской Империи, город Пятигорск становится административным центром. Он же, внёс деньги на строительство Спасского храма. Дом армянского генерала А. В. Хастатова был центром светской жизни на КМВ. Армяне занимали пост городского головы, были предводителями дворянства города, возглавляли лечебные и образовательные учреждения, вели активную торговую деятельность. Торговые заведения армянских купцов были хорошо известны за пределами КМВ. И даже символизировали Пятигорск. В начале XX века армянам принадлежит большинство зданий города. Важным фактором являлось так же работа армянской школы, где наряду с обучением армянскому языку и литературе изучали историю армянского народа, ставили спектакли на родном языке.
В 1915 году, в городе действовал Пятигорский армянский комитет по оказанию помощи добровольцам-дружинникам и беженцам армянам. После начала погромов армян в Турции, комитет издал брошюру Л.Я. Ошеровского "Идея автономного строя в Турецкой Армении под протекторатом России". Книжка была напечатана в городской типографии "Элетропечатня Г.Д. Сукиасянца"
В 1944 году школа была закрыта, а в 1958 году была разрушена армянская церковь.
Действует армянская церковь, школа, спортивный клуб, зал армянских народных танцев и др.

## Будённовск
Населённый пункт на месте нынешнего Будённовска назывался Карабаглы и был основан армянами-переселенцами из Карабаха в 1799 году, согласно жалованной грамоте Российского Императора Павла Первого.
В 1796 году Павел I совершил очередной персидский поход и переселил на Кавказскую линию 500 армянских семей, опасавшихся мести со стороны персов за содействие русским войскам. Эти семьи были расселены в Кизлярском, Моздокском и Георгиевском уездах.
В 1797 году, 50 армянских и 20 грузинских семей обращаются в Астраханское губернское правление об отводе им пустующих земель «по реке Томузловке и от устья её вниз по течению реки Кумы, левого берега до устья реки Буйволы». Правлением дано добро, и из 70 семей 30 переселяются на это место, образовав поселение и назвав его Карабагла (в честь Карабаха, откуда вышли армяне).
1797—1798 гг. — Издаются Указы от 7.10.1797 и 4.08.1798 г., которые определяют дополнительное количество земель «для 11 тысяч семей, вышедших из Персии и Дербента и доныне не водворенных».
1799 г. — Царскими Указами от «1 дня генваря и 15 дня апреля» определялись условия выделения земель из казенных дач и необходимого количества леса для переселенцев из Персии и Дербента. 28 октября Государь подписал жалованную грамоту, согласно которой дозволялось основать город на месте, где были Старые Маджары с «наименованием оного Святой Крест». Этой грамотой определялись «права и преимущества и вольности обществу армян астраханских, кизлярских и моздокских». Переселенцам определялись «разные выгоды и преимущества при начатых полезных заведениях, для возбуждения в них ревности и трудолюбия». Разрешалось строить церкви, колокольни и др. здания.
1842 г. — В город переселяются 309 армянских семей, живших в Армянских селениях Малахалинском, Каражалинском, Дербентском и Парабичевском. Они были переведены из казачьего сословия в гражданское с обязательным переселением в город Святой Крест.
В 1910 году в городе проживало 15 тысяч человек, среди которых 10 тысяч русских и украинцев (70 %) и 5 тысяч армян (30 %).
Сегодня в городе действуют две армянские церкви (в прошлом их было три), армянские школы и культурные центры.

## Прасковея

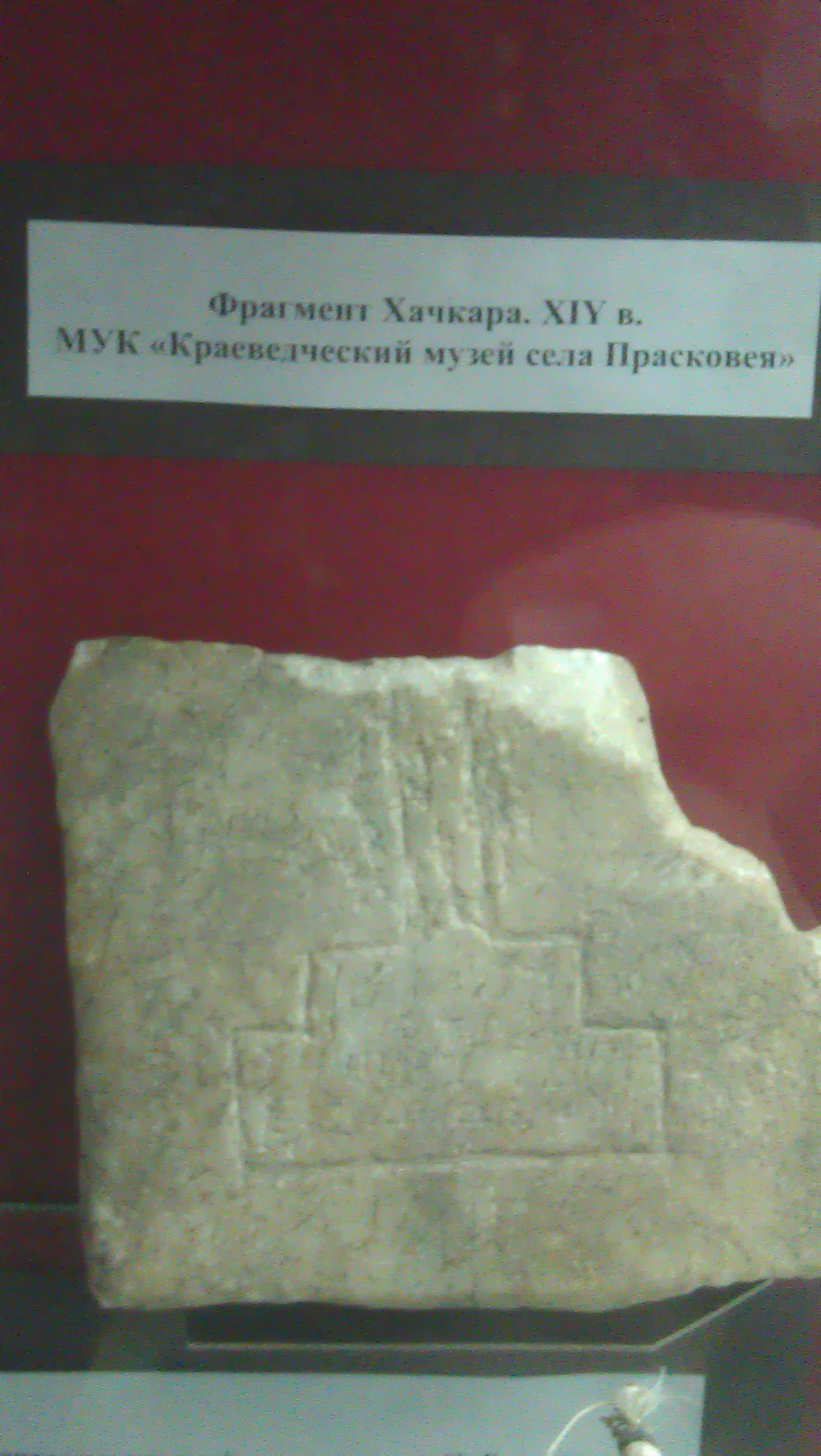
Фрагмент армянского хачкара XIV века, найденного в селе Прасковея. Хранится в музее села

## Эдиссия
Первое, из ныне известных, армянских поселений в крае. Находится в Курском районе, на границе с Чечнёй. Имеет 5800 жителей, из которых 95 % армяне.
Село основано в 1797 году, по указу императора Павла I: «Внимая прошению армян Дербента и других окрестностях, препоручаю, чтобы те, которые пожелают переселиться, таковые переселения произвести и по прибытии избрать род жизни им свойственный, получая земли для их потребления».
Эдиссийцы — выходцы из села Кильвар (en) на территории современного Дивичинского района Азербайджана, тюркоязычные (или татоязычные) армяне. Название произошло от древнего малоазиатского города Эдесса (современный город Шанлыурфа в Турции), в котором, по преданию, жили их предки.
В селе действует армянская церковь построенная в 1830 году (старейшая в крае).

## Религия
Большинство армян Ставропольского края являются христианами Армянской апостольской церкви.
В крае действуют 11 армянских апостольских церквей, в том числе:
- Церковь Сурб Арутюн, Будённовск
- Церковь Сурб Хач, Будённовск
- Церковь Сурб Геворг, Георгиевск
- Церковь Святых Петра и Павла[8], Георгиевск. Утрачена
- Церковь Сурб Рипсиме, Ессентуки
- Церковь Сурб Вардан Мамиконян[9], Кисловодск
- Церковь Сурб Саркис[10], Пятигорск
- Церковь Сурб Григор Лусаворич, Ставрополь (строится на месте разрушенной в 1967 году)[11]
- Часовня Сурб Мариам Магдагенаци, Ставрополь
- Церковь Христа Спасителя (строящаяся), Суворовская
- Церковь Сурб Аствацацин, Эдиссия, Ставропольский край (1830 год[12])